# Torneio de Wimbledon de 2015 - Dia a dia
Estes foram os jogos realizados nas quadras mais importantes a partir do primeiro dia das chaves principais.

## Dia 1 (29 de junho)
- Cabeças de chave eliminados:
  - Simples masculino:  Tommy Robredo [19],  Pablo Cuevas [28]
  - Simples feminino:  Carla Suárez Navarro [9],  Flavia Pennetta [24],  Barbora Strýcová [27]

Ordem dos jogos:
| Quadra Central              | Quadra Central       | Quadra Central          | Quadra Central           |
| Evento                      | Vencedor(a)/(es/as)  | Derrotado(a)/(os/as)    | Resultado                |
| --------------------------- | -------------------- | ----------------------- | ------------------------ |
| Simples masculino – 1ª fase | Novak Djokovic [1]   | Philipp Kohlschreiber   | 6–4, 6–4, 6–4            |
| Simples feminino – 1ª fase  | Maria Sharapova [4]  | Johanna Konta [WC]      | 6–2, 6–2                 |
| Simples masculino – 1ª fase | Stan Wawrinka [4]    | João Sousa              | 6–2, 7–5, 7–63           |
| Simples feminino – 1ª fase  | Sloane Stephens      | Barbora Strýcová [27]   | 6–4, 6–2                 |
| Quadra Nº 1                 |                      |                         |                          |
| Evento                      | Vencedor(a)/(es/as)  | Derrotado(a)/(os/as)    | Resultado                |
| Simples feminino – 1ª fase  | Serena Williams [1]  | Margarita Gasparyan [Q] | 6–4, 6–1                 |
| Simples masculino – 1ª fase | Kei Nishikori [5]    | Simone Bolelli          | 6–3, 6–7, 6–2, 3–6, 6–3  |
| Simples masculino – 1ª fase | Grigor Dimitrov [11] | Federico Delbonis       | 6–3, 6–0, 6–4            |
| Quadra Nº 2                 |                      |                         |                          |
| Evento                      | Vencedor(a)/(es/as)  | Derrotado(a)/(os/as)    | Resultado                |
| Simples masculino – 1ª fase | Nick Kyrgios [26]    | Diego Schwartzman       | 6–0, 6–2, 7–66           |
| Simples masculino – 1ª fase | Jarkko Nieminen      | Lleyton Hewitt [WC]     | 3–6, 6–3, 4–6, 6–0, 11–9 |
| Simples feminino – 1ª fase  | Lucie Šafářová [6]   | Alison Riske            | 3–6, 7–5, 6–3            |
| Quadra Nº 3                 |                      |                         |                          |
| Evento                      | Vencedor(a)/(es/as)  | Derrotado(a)/(os/as)    | Resultado                |
| Simples masculino – 1ª fase | Marin Čilić [9]      | Hiroki Moriya [Q]       | 6–3, 6–2, 7–64           |
| Simples feminino – 1ª fase  | Ana Ivanovic [7]     | Xu Yifan [Q]            | 6–1, 6–1                 |
| Simples masculino – 1ª fase | Milos Raonic [7]     | Daniel Gimeno-Traver    | 6–2, 6–3, 3–6, 7–64      |
| Simples feminino – 1ª fase  | Venus Williams [16]  | Madison Brengle         | 6–0, 6–0                 |
| Simples feminino – 1ª fase  | Mariana Duque Mariño | Naomi Broady [WC]       | 7–65, 6–3                |

## Dia 2 (30 de junho)
- Cabeças de chave eliminados:
  - Simples masculino:  Guillermo García-López [29],  Jack Sock [31]
  - Simples feminino:  Simona Halep [3],  Eugenie Bouchard [12],  Caroline Garcia [32]

Ordem dos jogos:
| Quadra Central              | Quadra Central          | Quadra Central        | Quadra Central            |
| Evento                      | Vencedor(a)/(es/as)     | Derrotado(a)/(os/as)  | Resultado                 |
| --------------------------- | ----------------------- | --------------------- | ------------------------- |
| Simples feminino – 1ª fase  | Petra Kvitová [2]       | Kiki Bertens          | 6–1, 6–0                  |
| Simples masculino – 1ª fase | Roger Federer [2]       | Damir Džumhur         | 6–1, 6–3, 6–3             |
| Simples masculino – 1ª fase | Andy Murray [3]         | Mikhail Kukushkin     | 6–4, 7–63, 6–4            |
| Simples feminino – 1ª fase  | Caroline Wozniacki [5]  | Zheng Saisai          | 7–5, 6–0                  |
| Quadra Nº 1                 |                         |                       |                           |
| Evento                      | Vencedor(a)/(es/as)     | Derrotado(a)/(os/as)  | Resultado                 |
| Simples masculino – 1ª fase | Rafael Nadal [10]       | Thomaz Bellucci       | 6–4, 6–2, 6–4             |
| Simples feminino – 1ª fase  | Jana Čepelová           | Simona Halep [3]      | 5–7, 6–4, 6–3             |
| Simples masculino – 1ª fase | Tomáš Berdych [6]       | Jérémy Chardy         | 6–2, 86–7, 7–63, 7–65     |
| Quadra Nº 2                 |                         |                       |                           |
| Evento                      | Vencedor(a)/(es/as)     | Derrotado(a)/(os/as)  | Resultado                 |
| Simples masculino – 1ª fase | Jo-Wilfried Tsonga [13] | Gilles Müller         | 7–68, 36–7, 6–4, 3–6, 6–2 |
| Simples masculino – 1ª fase | Gilles Simon [12]       | Nicolás Almagro       | 6–4, 6–4, 7–5             |
| Simples feminino – 1ª fase  | Ekaterina Makarova [8]  | Sachia Vickery        | 6–2, 6–4                  |
| Quadra Nº 3                 |                         |                       |                           |
| Evento                      | Vencedor(a)/(es/as)     | Derrotado(a)/(os/as)  | Resultado                 |
| Simples masculino – 1ª fase | Alexandr Dolgopolov     | Kyle Edmund [WC]      | 7–64, 6–1, 6–2            |
| Simples feminino – 1ª fase  | Evgeniya Rodina         | Laura Robson [WC]     | 6–4, 6–4                  |
| Simples feminino – 1ª fase  | Duan Yingying           | Eugenie Bouchard [12] | 7–63, 6–4                 |
| Simples masculino – 1ª fase | Gaël Monfils [18]       | Pablo Carreño Busta   | 6–4, 6–4, 7–5             |

## Dia 3 (1 de julho)
- Cabeças de chave eliminados:
  - Simples masculino:  Kei Nishikori [5],  Dominic Thiem [32]
  - Simples feminino:  Ana Ivanovic [7],  Karolína Plíšková [11],  Sara Errani [19]
  - Duplas masculinas:  Simone Bolelli /  Fabio Fognini [5],  Pablo Cuevas /  David Marrero [12]
  - Duplas femininas:  Chan Yung-jan /  Zheng Jie [13]

Ordem dos jogos:
| Quadra Central              | Quadra Central                     | Quadra Central            | Quadra Central           |
| Evento                      | Vencedor(a)/(es/as)                | Derrotado(a)/(os/as)      | Resultado                |
| --------------------------- | ---------------------------------- | ------------------------- | ------------------------ |
| Simples masculino – 2ª fase | Novak Djokovic [1]                 | Jarkko Nieminen           | 6–4, 6–2, 6–3            |
| Simples masculino – 2ª fase | Santiago Giraldo                   | Kei Nishikori [5]         | w.o.                     |
| Simples masculino – 2ª fase | Marin Čilić [9]                    | Ričardas Berankis         | 6–3, 4–6, 7–66, 4–6, 7–5 |
| Simples feminino – 2ª fase  | Serena Williams [1]                | Tímea Babos               | 6–4, 6–1                 |
| Quadra Nº 1                 |                                    |                           |                          |
| Evento                      | Vencedor(a)/(es/as)                | Derrotado(a)/(os/as)      | Resultado                |
| Simples masculino – 2ª fase | Milos Raonic [7]                   | Tommy Haas [PR]           | 6–0, 6–2, 56–7, 7–64     |
| Simples feminino – 2ª fase  | Heather Watson                     | Daniela Hantuchová        | 6–4, 6–2                 |
| Simples masculino – 2ª fase | Stan Wawrinka [4]                  | Víctor Estrella Burgos    | 6–3, 6–4, 7–5            |
| Quadra Nº 2                 |                                    |                           |                          |
| Evento                      | Vencedor(a)/(es/as)                | Derrotado(a)/(os/as)      | Resultado                |
| Simples masculino – 2ª fase | Grigor Dimitrov [11]               | Steve Johnson             | 7–68, 6–2, 7–62          |
| Simples feminino – 2ª fase  | Maria Sharapova [4]                | Richèl Hogenkamp [Q]      | 6–3, 6–1                 |
| Simples masculino – 2ª fase | Kevin Anderson [14]                | Marsel İlhan              | 56–7, 7–66, 6–4, 6–4     |
| Simples feminino – 2ª fase  | Venus Williams [16]                | Yulia Putintseva          | 7–65, 6–4                |
| Quadra Nº 3                 |                                    |                           |                          |
| Evento                      | Vencedor(a)/(es/as)                | Derrotado(a)/(os/as)      | Resultado                |
| Simples masculino – 2ª fase | David Goffin [16]                  | Liam Broady [WC]          | 7–63, 6–1, 6–1           |
| Simples feminino – 1ª fase  | Madison Keys [21]                  | Stefanie Vögele           | 66–7, 6–3, 6–4           |
| Simples masculino – 2ª fase | Fernando Verdasco                  | Dominic Thiem [32]        | 5–7, 6–4, 5–7, 6–3, 6–4  |
| Simples feminino – 2ª fase  | Bethanie Mattek-Sands [Q]          | Ana Ivanovic [7]          | 6–3, 6–4                 |
| Duplas femininas – 1ª fase  | Martina Hingis [1] Sania Mirza [1] | Zarina Diyas Zheng Saisai | 6–2, 6–2                 |

## Dia 4 (2 de julho)
- Cabeças de chave eliminados:
  - Simples masculino:  Rafael Nadal [10],  Feliciano López [15],  Fabio Fognini [30]
  - Simples feminino:  Ekaterina Makarova [8],  Elina Svitolina [17],  Alizé Cornet [25],  Svetlana Kuznetsova [26]
  - Duplas masculinas:  Marin Draganja /  Henri Kontinen [15]
  - Duplas femininas:  Anastasia Rodionova /  Arina Rodionova [15]

Ordem dos jogos:
| Quadra Central              | Quadra Central                           | Quadra Central                        | Quadra Central      |
| Evento                      | Vencedor(a)/(es/as)                      | Derrotado(a)/(os/as)                  | Resultado           |
| --------------------------- | ---------------------------------------- | ------------------------------------- | ------------------- |
| Simples feminino – 2ª fase  | Sabine Lisicki [18]                      | Christina McHale                      | 2–6, 7–5, 6–1       |
| Simples masculino – 2ª fase | Roger Federer [2]                        | Sam Querrey                           | 6–4, 6–2, 6–2       |
| Simples masculino – 2ª fase | Dustin Brown [Q]                         | Rafael Nadal [10]                     | 7–5, 3–6, 6–4, 6–4  |
| Quadra Nº 1                 |                                          |                                       |                     |
| Evento                      | Vencedor(a)/(es/as)                      | Derrotado(a)/(os/as)                  | Resultado           |
| Simples masculino – 2ª fase | Andy Murray [3]                          | Robin Haase                           | 6–1, 6–1, 6–4       |
| Simples feminino – 2ª fase  | Petra Kvitová [2]                        | Kurumi Nara                           | 6–2, 6–0            |
| Simples masculino – 2ª fase | Jo-Wilfried Tsonga [13]                  | Albert Ramos                          | 6–3, 6–4, 6–4       |
| Simples feminino – 2ª fase  | Kristýna Plíšková                        | Svetlana Kuznetsova [26]              | 3–6, 6–3, 6–4       |
| Quadra Nº 2                 |                                          |                                       |                     |
| Evento                      | Vencedor(a)/(es/as)                      | Derrotado(a)/(os/as)                  | Resultado           |
| Simples masculino – 2ª fase | James Ward [WC]                          | Jiří Veselý                           | 6–2, 7–64, 3–6, 6–3 |
| Simples feminino – 2ª fase  | Agnieszka Radwańska [13]                 | Ajla Tomljanović                      | 6–0, 6–2            |
| Simples masculino – 2ª fase | Tomáš Berdych [6]                        | Nicolas Mahut [WC]                    | 6–1, 6–4, 6–4       |
| Duplas femininas – 2ª fase  | Chan Hao-ching Alison Van Uytvanck       | Johanna Konta [WC] Maria Sanchez [WC] | 7–65, 6–2           |
| Quadra Nº 3                 |                                          |                                       |                     |
| Evento                      | Vencedor(a)/(es/as)                      | Derrotado(a)/(os/as)                  | Resultado           |
| Simples feminino – 2ª fase  | Magdaléna Rybáriková                     | Ekaterina Makarova [8]                | 6–2, 7–5            |
| Simples masculino – 2ª fase | Gilles Simon [12]                        | Blaž Kavčič                           | 6–1, 6–1, 56–7, 6–1 |
| Simples masculino – 2ª fase | Gaël Monfils [18]                        | Adrian Mannarino                      | 7–65, 6–3, 7–5      |
| Duplas femininas – 2ª fase  | Raquel Kops-Jones [5] Abigail Spears [5] | Darija Jurak Ana Konjuh               | 6–3, 6–4            |

## Dia 5 (3 de julho)
- Cabeças de chave eliminados:
  - Simples masculino:  Milos Raonic [7],  Grigor Dimitrov [11],  Leonardo Mayer [24],  Bernard Tomic [27]
  - Simples feminino:  Andrea Petkovic [14],  Samantha Stosur [22],  Irina-Camelia Begu [29]
  - Duplas masculinas:  Marcel Granollers /  Marc López [6],  Raven Klaasen /  Rajeev Ram [14]
  - Duplas femininas:  Garbiñe Muguruza /  Carla Suárez Navarro [6]

Ordem dos jogos:
| Quadra Central              | Quadra Central                      | Quadra Central                      | Quadra Central                         |
| Evento                      | Vencedor(a)/(es/as)                 | Derrotado(a)/(os/as)                | Resultado                              |
| --------------------------- | ----------------------------------- | ----------------------------------- | -------------------------------------- |
| Simples masculino – 3ª fase | Richard Gasquet [21]                | Grigor Dimitrov [11]                | 6–3, 6–4, 6–4                          |
| Simples masculino – 3ª fase | Novak Djokovic [1]                  | Bernard Tomic [27]                  | 6–3, 6–3, 6–3                          |
| Simples feminino – 3ª fase  | Serena Williams [1]                 | Heather Watson                      | 6–2, 4–6, 7–5                          |
| Quadra Nº 1                 |                                     |                                     |                                        |
| Evento                      | Vencedor(a)/(es/as)                 | Derrotado(a)/(os/as)                | Resultado                              |
| Simples masculino – 3ª fase | Stan Wawrinka [4]                   | Fernando Verdasco                   | 6–4, 6–3, 6–4                          |
| Simples feminino – 3ª fase  | Maria Sharapova [4]                 | Irina-Camelia Begu [29]             | 6–4, 6–3                               |
| Simples masculino – 3ª fase | Marin Čilić [9] vs. John Isner [17] | Marin Čilić [9] vs. John Isner [17] | 7–64, 66–7, 6–4, 46–7, 10–10, suspenso |
| Quadra Nº 2                 |                                     |                                     |                                        |
| Evento                      | Vencedor(a)/(es/as)                 | Derrotado(a)/(os/as)                | Resultado                              |
| Simples masculino – 3ª fase | Nick Kyrgios [26]                   | Milos Raonic [7]                    | 5–7, 7–5, 7–63, 6–3                    |
| Simples feminino – 3ª fase  | Lucie Šafářová [6]                  | Sloane Stephens                     | 3–6, 6–3, 6–1                          |
| Simples feminino – 3ª fase  | Venus Williams [16]                 | Aleksandra Krunić                   | 6–3, 6–2                               |
| Duplas mistas – 1ª fase     | Ajla Tomljanović Ivan Dodig         | Lisa Raymond [WC] Neal Skupski [WC] | 7–65, 7–64                             |
| Quadra Nº 3                 |                                     |                                     |                                        |
| Evento                      | Vencedor(a)/(es/as)                 | Derrotado(a)/(os/as)                | Resultado                              |
| Simples masculino – 3ª fase | David Goffin [16]                   | Marcos Baghdatis                    | 6–3, 6–4, 6–2                          |
| Simples feminino – 3ª fase  | Coco Vandeweghe                     | Samantha Stosur [22]                | 6–2, 6–0                               |
| Simples feminino – 3ª fase  | Victoria Azarenka [23]              | Kristina Mladenovic                 | 6–4, 6–4                               |
| Duplas masculinas – 2ª fase | Bob Bryan [1] Mike Bryan [1]        | Steve Johnson Sam Querrey           | 6–1, 5–7, 7–63, 6–3                    |

## Dia 6 (4 de julho)
- Cabeças de chave eliminados:
  - Simples masculino:  Jo-Wilfried Tsonga [13],  John Isner [17],  Gaël Monfils [18],  Andreas Seppi [25]
  - Simples feminino:  Petra Kvitová [2],  Angelique Kerber [10],  Sabine Lisicki [18],  Camila Giorgi [31]
  - Duplas masculinas:  Juan Sebastián Cabal /  Robert Farah [16]
  - Duplas femininas:  Andrea Hlaváčková /  Lucie Hradecká [8],  Caroline Garcia /  Katarina Srebotnik [10]
  - Duplas mistas:  Bob Bryan /  Caroline Garcia [4],  Jean-Julien Rojer /  Anna-Lena Grönefeld [11],  John Peers /  Chan Yung-jan [14]

Ordem dos jogos:
| Quadra Central                                                                            | Quadra Central                             | Quadra Central                      | Quadra Central               |
| Evento                                                                                    | Vencedor(a)/(es/as)                        | Derrotado(a)/(os/as)                | Resultado                    |
| ----------------------------------------------------------------------------------------- | ------------------------------------------ | ----------------------------------- | ---------------------------- |
| Simples masculino – 3ª fase                                                               | Roger Federer [2]                          | Sam Groth                           | 6–4, 6–4, 56–7, 6–2          |
| Simples feminino – 3ª fase                                                                | Jelena Janković [28]                       | Petra Kvitová [2]                   | 3–6, 7–5, 6–4                |
| Simples masculino – 3ª fase                                                               | Andy Murray [3]                            | Andreas Seppi [25]                  | 6–2, 6–2, 1–6, 6–1           |
| Simples masculino – 3ª fase                                                               | Gilles Simon [12]                          | Gaël Monfils [18]                   | 3–6, 6–3, 7–66, 2–6, 6–2     |
| Quadra Nº 1                                                                               |                                            |                                     |                              |
| Evento                                                                                    | Vencedor(a)/(es/as)                        | Derrotado(a)/(os/as)                | Resultado                    |
| Simples feminino – 3ª fase                                                                | Caroline Wozniacki [5]                     | Camila Giorgi [31]                  | 6–2, 6–2                     |
| Simples masculino – 3ª fase                                                               | Marin Čilić [9]                            | John Isner [17]                     | 7–64, 66–7, 6–4, 46–7, 12–10 |
| Simples masculino – 3ª fase                                                               | Vasek Pospisil                             | James Ward [WC]                     | 6–4, 3–6, 2–6, 6–3, 8–6      |
| Quadra Nº 2                                                                               |                                            |                                     |                              |
| Evento                                                                                    | Vencedor(a)/(es/as)                        | Derrotado(a)/(os/as)                | Resultado                    |
| Simples feminino – 3ª fase                                                                | Garbiñe Muguruza [20]                      | Angelique Kerber [10]               | 7–612, 1–6, 6–2              |
| Simples feminino – 3ª fase                                                                | Timea Bacsinszky [15]                      | Sabine Lisicki [18]                 | 6–3, 6–2                     |
| Simples masculino – 3ª fase                                                               | Tomáš Berdych [6]                          | Pablo Andújar                       | 4–6, 6–0, 6–3, 7–63          |
| Duplas mistas – 2ª fase                                                                   | Martina Hingis [7] Leander Paes [7]        | Alizé Cornet Édouard Roger-Vasselin | 6–4, 6–2                     |
| Quadra Nº 3                                                                               |                                            |                                     |                              |
| Evento                                                                                    | Vencedor(a)/(es/as)                        | Derrotado(a)/(os/as)                | Resultado                    |
| Simples masculino – 3ª fase                                                               | Viktor Troicki [22]                        | Dustin Brown [Q]                    | 6–4, 7–63, 4–6, 6–3          |
| Simples masculino – 3ª fase                                                               | Ivo Karlović [23]                          | Jo-Wilfried Tsonga [13]             | 7–63, 4–6, 7–62, 7–69        |
| Duplas femininas – 2ª fase                                                                | Casey Dellacqua [9] Yaroslava Shvedova [9] | Daniela Hantuchová Samantha Stosur  | 6–3, 6–0                     |
| Duplas mistas – 1ª fase                                                                   | Olga Savchuk [Alt] Oliver Marach [Alt]     | Heather Watson Max Mirnyi           | 56–7, 7–64, 6–4              |
| A sessão começou às 11h30min, exceto na Quadra Central e Quadra Nº1, que iniciaram às 13h |                                            |                                     |                              |

## Middle Sunday (5 de julho)
Pela tradição, este domingo, chamado de 'Middle Sunday', é dia de descanso.

## Dia 7 (6 de julho)
- Cabeças de chave eliminados:
  - Simples masculino:  Tomáš Berdych [6],  David Goffin [16],  Roberto Bautista Agut [20],  Viktor Troicki [22],  Ivo Karlović [23],  Nick Kyrgios [26]
  - Simples feminino:  Caroline Wozniacki [5],  Lucie Šafářová [6],  Venus Williams [16],  Jelena Janković [28],  Belinda Bencic [30]
  - Duplas masculinas:  Vasek Pospisil}} /  Jack Sock [3],  Pierre-Hugues Herbert /  Nicolas Mahut [10],  Daniel Nestor /  Leander Paes [11]
  - Duplas femininas:  Alla Kudryavtseva /  Anastasia Pavlyuchenkova [11],  Michaëlla Krajicek /  Barbora Strýcová [14],  Anabel Medina Garrigues /  Arantxa Parra Santonja [16]
  - Duplas mistas:  Florin Mergea /  Michaëlla Krajicek [13],  Zheng Jie /  Henri Kontinen [15],  David Marrero /  Arantxa Parra Santonja [17]

Ordem dos jogos:
| Quadra Central              | Quadra Central                             | Quadra Central                             | Quadra Central                 |
| Evento                      | Vencedor(a)/(es/as)                        | Derrotado(a)/(os/as)                       | Resultado                      |
| --------------------------- | ------------------------------------------ | ------------------------------------------ | ------------------------------ |
| Simples feminino – 4ª fase  | Serena Williams [1]                        | Venus Williams [16]                        | 6–4, 6–3                       |
| Simples masculino – 4ª fase | Andy Murray [3]                            | Ivo Karlović [23]                          | 7–67, 6–4, 5–7, 6–4            |
| Simples masculino – 4ª fase | Roger Federer [2]                          | Roberto Bautista Agut [20]                 | 6–2, 6–2, 6–3                  |
| Quadra Nº 1                 |                                            |                                            |                                |
| Evento                      | Vencedor(a)/(es/as)                        | Derrotado(a)/(os/as)                       | Resultado                      |
| Simples feminino – 4ª fase  | Maria Sharapova [4]                        | Zarina Diyas                               | 6–4, 6–4                       |
| Simples masculino – 4ª fase | Stan Wawrinka [4]                          | David Goffin [16]                          | 7–6(7–3), 7–67, 6–4            |
| Simples masculino – 4ª fase | Novak Djokovic [1] vs. Kevin Anderson [14] | Novak Djokovic [1] vs. Kevin Anderson [14] | 66–7, 66–7, 6–1, 6–4, suspenso |
| Quadra Nº 2                 |                                            |                                            |                                |
| Evento                      | Vencedor(a)/(es/as)                        | Derrotado(a)/(os/as)                       | Resultado                      |
| Simples masculino – 4ª fase | Richard Gasquet [21]                       | Nick Kyrgios [26]                          | 7–5, 6–1, 76–7, 7–66           |
| Simples feminino – 4ª fase  | Garbiñe Muguruza [20]                      | Caroline Wozniacki [5]                     | 6–4, 6–4                       |
| Simples masculino – 4ª fase | Gilles Simon [12]                          | Tomáš Berdych [6]                          | 6–4, 6–4, 6–2                  |
| Duplas mistas – 2ª fase     | Raluca Olaru [Alt] Michael Venus [Alt]     | Zheng Jie [15] Henri Kontinen [15]         | 6–4, 6–2                       |
| Quadra Nº 3                 |                                            |                                            |                                |
| Evento                      | Vencedor(a)/(es/as)                        | Derrotado(a)/(os/as)                       | Resultado                      |
| Simples feminino – 4ª fase  | Coco Vandeweghe                            | Lucie Šafářová [6]                         | 7–61, 7–64                     |
| Simples feminino – 4ª fase  | Agnieszka Radwańska [13]                   | Jelena Janković [28]                       | 7–5, 6–4                       |
| Simples masculino – 4ª fase | Marin Čilić [9]                            | Denis Kudla [WC]                           | 6–4, 4–6, 6–3, 7–5             |
| Duplas mistas – 2ª fase     | Kristina Mladenovic [8] Daniel Nestor [8]  | Johanna Konta [WC] Ken Skupski [WC]        | 5–7, 6–1, 6–4                  |

## Dia 8 (7 de julho)
- Cabeças de chave eliminados:
  - Simples masculino:  Kevin Anderson [14]
  - Simples feminino:  Timea Bacsinszky [15],  Madison Keys [21],  Victoria Azarenka [23]
  - Duplas masculinas:  Bob Bryan /  Mike Bryan [1],  Ivan Dodig /  Marcelo Melo [2],  Marcin Matkowski /  Nenad Zimonjić [7],  Alexander Peya /  Bruno Soares [8]
  - Duplas mistas:  Cara Black /  Juan Sebastián Cabal [9]

Ordem dos jogos:
| Quadra Central                                  | Quadra Central                            | Quadra Central                          | Quadra Central            |
| Evento                                          | Vencedor(a)/(es/as)                       | Derrotado(a)/(os/as)                    | Resultado                 |
| ----------------------------------------------- | ----------------------------------------- | --------------------------------------- | ------------------------- |
| Simples feminino – Quartas de final             | Maria Sharapova [4]                       | Coco Vandeweghe                         | 6–3,36–7, 6–2             |
| Simples feminino – Quartas de final             | Serena Williams [1]                       | Victoria Azarenka [23]                  | 3–6, 6–2, 6–3             |
| Duplas masculinas seniores convidadas – Grupo A | Todd Woodbridge Mark Woodforde            | Mansour Bahrami Henri Leconte           | 6–3, 7–63                 |
| Quadra Nº 1                                     |                                           |                                         |                           |
| Evento                                          | Vencedor(a)/(es/as)                       | Derrotado(a)/(os/as)                    | Resultado                 |
| Simples masculino – 4ª fase                     | Novak Djokovic [1]                        | Kevin Anderson [14]                     | 66–7, 66–7, 6–1, 6–4, 7–5 |
| Simples feminino – Quartas de final             | Garbiñe Muguruza [20]                     | Timea Bacsinszky [15]                   | 7–5, 6–3                  |
| Simples feminino – Quartas de final             | Agnieszka Radwańska [13]                  | Madison Keys [21]                       | 7–63, 3–6, 6–3            |
| Duplas masculinas convidadas – Grupo B          | Justin Gimelstob Ross Hutchins            | Jonas Björkman [2] Thomas Johansson [2] | 3–6, 6–2, [10–3]          |
| Quadra Nº 2                                     |                                           |                                         |                           |
| Evento                                          | Vencedor(a)/(es/as)                       | Derrotado(a)/(os/as)                    | Resultado                 |
| Duplas mistas – 3ª fase                         | Martina Hingis [7] Leander Paes [7]       | Anastasia Rodionova Artem Sitak         | 6–2, 6–2                  |
| Duplas masculinas – Quartas de final            | Jamie Murray [13] John Peers [13]         | Alexander Peya [8] Bruno Soares [8]     | 6–4, 7–63, 6–3            |
| Duplas masculinas seniores convidadas – Grupo B | Jeremy Bates Chris Wilkinson              | Guy Forget Cédric Pioline               | 1–6, 6–3, [10–4]          |
| Duplas masculinas – Quartas de final            | Rohan Bopanna [9] Florin Mergea [9]       | Bob Bryan [1] Mike Bryan [1]            | 5–7, 6–4, 7–69, 7–65      |
| Quadra Nº 3                                     |                                           |                                         |                           |
| Evento                                          | Vencedor(a)/(es/as)                       | Derrotado(a)/(os/as)                    | Resultado                 |
| Duplas masculinas seniores convidadas – Grupo B | Richard Leach Patrick McEnroe             | Joakim Nyström Mikael Pernfors          | 6–2, 7–5                  |
| Duplas masculinas convidadas – Grupo A          | Greg Rusedski Fabrice Santoro             | Richard Krajicek Mark Petchey           | 7–5, 7–5                  |
| Duplas masculinas – Quartas de final            | Jean-Julien Rojer [4] Horia Tecău [4]     | Marcin Matkowski [7] Nenad Zimonjić [7] | 6–4, 6–3, 7–62            |
| Duplas mistas – 3ª fase                         | Kristina Mladenovic [8] Daniel Nestor [8] | Cara Black [9] Juan Sebastián Cabal [9] | 6–3, 46–7, 6–3            |

## Dia 9 (8 de julho)
- Cabeças de chave eliminados:
  - Simples masculino:  Stan Wawrinka [4],  Marin Čilić [9],  Gilles Simon [12]
  - Duplas femininas:  Bethanie Mattek-Sands /  Lucie Šafářová [3],  Hsieh Su-wei /  Flavia Pennetta [7],  Casey Dellacqua /  Yaroslava Shvedova [9]
  - Duplas mistas:  Raven Klaasen /  Raquel Kops-Jones [10],  Andrea Hlaváčková [16] /  Łukasz Kubot [16]

Ordem dos jogos:
| Quadra Central                                  | Quadra Central                           | Quadra Central                               | Quadra Central           |
| Evento                                          | Vencedor(a)/(es/as)                      | Derrotado(a)/(os/as)                         | Resultado                |
| ----------------------------------------------- | ---------------------------------------- | -------------------------------------------- | ------------------------ |
| Simples masculino – Quartas de final            | Andy Murray [3]                          | Vasek Pospisil                               | 6–4, 7–5, 6–4            |
| Simples masculino – Quartas de final            | Novak Djokovic [1]                       | Marin Čilić [9]                              | 6–4, 6–4, 6–4            |
| Quadra Nº 1                                     |                                          |                                              |                          |
| Evento                                          | Vencedor(a)/(es/as)                      | Derrotado(a)/(os/as)                         | Resultado                |
| Simples masculino – Quartas de final            | Roger Federer [2]                        | Gilles Simon [12]                            | 6–3, 7–5, 6–2            |
| Simples masculino – Quartas de final            | Richard Gasquet [21]                     | Stan Wawrinka [4]                            | 6–4, 4–6, 3–6, 6–4, 11–9 |
| Quadra Nº 2                                     |                                          |                                              |                          |
| Evento                                          | Vencedor(a)/(es/as)                      | Derrotado(a)/(os/as)                         | Resultado                |
| Duplas masculinas seniores convidadas – Grupo B | Rick Leach Patrick McEnroe               | Jeremy Bates Chris Wilkinson                 | 6–3, 6–2                 |
| Duplas femininas – Quartas de final             | Ekaterina Makarova [2] Elena Vesnina [2] | Cara Black Lisa Raymond                      | 6–3, 4–6, 8–6            |
| Duplas femininas convidadas – Grupo B           | Magdalena Maleeva Rennae Stubbs          | Chanda Rubin Sandrine Testud                 | 4–6, 6–3, [13–11]        |
| Duplas mistas – 3ª fase                         | Elena Vesnina [3] Marcin Matkowski [3]   | Andrea Hlaváčková [16] Łukasz Kubot [16]     | 46–7, 6–4, 11–9          |
| Quadra Nº 3                                     |                                          |                                              |                          |
| Evento                                          | Vencedor(a)/(es/as)                      | Derrotado(a)/(os/as)                         | Resultado                |
| Duplas femininas – Quartas de final             | Raquel Kops-Jones [5] Abigail Spears [5] | Bethanie Mattek-Sands [3] Lucie Šafářová [3] | 6–3, 6–2                 |
| Duplas femininas convidadas – Grupo A           | Lindsay Davenport Mary Joe Fernández     | Marion Bartoli Iva Majoli                    | 6–2, 5–7, [10–2]         |
| Duplas mistas – 3ª fase                         | Bethanie Mattek-Sands [1] Mike Bryan [1] | Raluca Olaru Michael Venus                   | 7–63, 7–5                |
| Duplas femininas – Quartas de final             | Martina Hingis [1] Sania Mirza [1]       | Casey Dellacqua [9] Yaroslava Shvedova [9]   | 7–5, 6–3                 |

## Dia 10 (9 de julho)
- Cabeças de chave eliminados:
  - Simples feminino:  Maria Sharapova [4],  Agnieszka Radwańska [13]
  - Duplas masculinas:  Rohan Bopanna /  Florin Mergea [9]
  - Duplas mistas:  Bruno Soares /  Sania Mirza [2],  Marcin Matkowski /  Elena Vesnina [3],  Horia Tecău /  Katarina Srebotnik [6],  Daniel Nestor /  Kristina Mladenovic [8]

Ordem dos jogos:
| Quadra Central                                  | Quadra Central                           | Quadra Central                             | Quadra Central            |
| Evento                                          | Vencedor(a)/(es/as)                      | Derrotado(a)/(os/as)                       | Resultado                 |
| ----------------------------------------------- | ---------------------------------------- | ------------------------------------------ | ------------------------- |
| Simples feminino – Semifinais                   | Garbiñe Muguruza [20]                    | Agnieszka Radwańska [13]                   | 6–2, 3–6, 6–3             |
| Simples feminino – Semifinais                   | Serena Williams [1]                      | Maria Sharapova [4]                        | 6–2, 6–4                  |
| Duplas masculinas – Semifinais                  | Jamie Murray [13] John Peers [13]        | Jonathan Erlich [Q] Philipp Petzschner [Q] | 4–6, 6–3, 6–4, 6–2        |
| Quadra Nº 1                                     |                                          |                                            |                           |
| Evento                                          | Vencedor(a)/(es/as)                      | Derrotado(a)/(os/as)                       | Resultado                 |
| Duplas masculinas convidadas – Grupo B          | Jonas Björkman Thomas Johansson          | Jamie Delgado Thomas Enqvist               | 6–3, 7–64                 |
| Duplas mistas – Quartas de final                | Mike Bryan [1] Bethanie Mattek-Sands [1] | Daniel Nestor [8] Kristina Mladenovic [8]  | 7–62, 6–2                 |
| Duplas mistas – Quartas de final                | Leander Paes [7] Martina Hingis [7]      | Marcin Matkowski [3] Elena Vesnina [3]     | 6–2, 6–1                  |
| Duplas masculinas convidadas – Grupo B          | Goran Ivanišević Ivan Ljubičić           | Justin Gimelstob Ross Hutchins             | 6–4, 2–6, [10–6]          |
| Duplas masculinas convidadas – Grupo A          | Albert Costa Fernando González           | Richard Krajicek Mark Petchey              | 4–6, 6–1, [10–5]          |
| Quadra Nº 2                                     |                                          |                                            |                           |
| Evento                                          | Vencedor(a)/(es/as)                      | Derrotado(a)/(os/as)                       | Resultado                 |
| Duplas masculinas – Semifinais                  | Jean-Julien Rojer [4] Horia Tecău [4]    | Rohan Bopanna [9] Florin Mergea [9]        | 4–6, 6–2, 6–3, 4–6, 13–11 |
| Duplas mistas – Quartas de final                | Alexander Peya [5] Tímea Babos [5]       | Bruno Soares [2] Sania Mirza [2]           | 3–6, 7–66, 9–7            |
| Duplas mistas – Quartas de final                | Robert Lindstedt Anabel Medina Garrigues | Horia Tecău [6] Katarina Srebotnik [6]     | 6–4, 1–6, 6–3             |
| Quadra Nº 3                                     |                                          |                                            |                           |
| Evento                                          | Vencedor(a)/(es/as)                      | Derrotado(a)/(os/as)                       | Resultado                 |
| Duplas femininas convidadas – Grupo B           | Jana Novotná Barbara Schett              | Andrea Jaeger Andrea Temesvári             | 6–1, 7–5                  |
| Simples masculino juvenil – Quartas de final    | Taylor Harry Fritz [1]                   | Chung Yun-seong [11]                       | 6–2, 4–6, 6–0             |
| Simples feminino juvenil – Quartas de final     | Viktória Kužmová [Q]                     | Kate Swan [5]                              | 7–62, 6–0                 |
| Duplas masculinas seniores convidadas – Grupo A | Andrew Castle Jeff Tarango               | Todd Woodbridge Mark Woodforde             | 4–6, 7–65, [13–11]        |
| Duplas masculinas seniores convidadas – Grupo B | Guy Forget Cédric Pioline                | Rick Leach Patrick McEnroe                 | 6–3, 6–2                  |

## Dia 11 (10 de julho)
- Cabeças de chave eliminados:
  - Simples masculino:  Andy Murray [3],  Richard Gasquet [21]
  - Duplas femininas:  Tímea Babos /  Kristina Mladenovic [4],  Raquel Kops-Jones /  Abigail Spears [5]
  - Duplas mistas:  Bethanie Mattek-Sands /  Mike Bryan [1]

Ordem dos jogos:
| Quadra Central                                  | Quadra Central                           | Quadra Central                           | Quadra Central   |
| Evento                                          | Vencedor(a)/(es/as)                      | Derrotado(a)/(os/as)                     | Resultado        |
| ----------------------------------------------- | ---------------------------------------- | ---------------------------------------- | ---------------- |
| Simples masculino – Semifinais                  | Novak Djokovic [1]                       | Richard Gasquet [21]                     | 7–62, 6–4, 6–4   |
| Simples masculino – Semifinais                  | Roger Federer [2]                        | Andy Murray [3]                          | 7–5, 7–5, 6–4    |
| Quadra Nº 1                                     |                                          |                                          |                  |
| Evento                                          | Vencedor(a)/(es/as)                      | Derrotado(a)/(os/as)                     | Resultado        |
| Duplas femininas – Semifinais                   | Martina Hingis [1] Sania Mirza [1]       | Raquel Kops-Jones [5] Abigail Spears [5] | 6–1, 6–2         |
| Duplas masculinas seniores convidadas – Grupo B | Jeremy Bates Chris Wilkinson             | Joakim Nyström Mikael Pernfors           | 7–5, 6–1         |
| Duplas mistas – Semifinais                      | Martina Hingis [7] Leander Paes [7]      | Bethanie Mattek-Sands [1] Mike Bryan [1] | 6–3, 6–4         |
| Duplas mistas – Semifinais                      | Tímea Babos [5] Alexander Peya [5]       | Anabel Medina Garrigues Robert Lindstedt | 4–6, 6–3, [11–9] |
| Quadra Nº 3                                     |                                          |                                          |                  |
| Evento                                          | Vencedor(a)/(es/as)                      | Derrotado(a)/(os/as)                     | Resultado        |
| Duplas masculinas convidadas – Grupo A          | Jamie Baker Fabrice Santoro              | Albert Costa Fernando González           | 6–1, 2–6, [11–9] |
| Duplas femininas – Semifinais                   | Ekaterina Makarova [2] Elena Vesnina [2] | Tímea Babos [4] Kristina Mladenovic [4]  | 6–3, 4–6, 6–4    |
| Duplas femininas convidadas – Grupo B           | Chanda Rubin Sandrine Testud             | Jana Novotná Barbara Schett              | 6–4, 3–6, [10–8] |
| Duplas masculinas seniores convidadas – Grupo A | Jacco Eltingh Paul Haarhuis              | Todd Woodbridge Mark Woodforde           | 7–5, 6–4         |

## Dia 12 (11 de julho)
- Cabeças de chave eliminados:
  - Simples feminino:  Garbiñe Muguruza [20]
  - Duplas masculinas:  Jamie Murray /  John Peers [13]
  - Duplas femininas:  Ekaterina Makarova /  Elena Vesnina [2]

Ordem dos jogos:
| Quadra Central                                  | Quadra Central                        | Quadra Central                                  | Quadra Central     |
| Evento                                          | Vencedor(a)/(es/as)                   | Derrotado(a)/(os/as)                            | Resultado          |
| ----------------------------------------------- | ------------------------------------- | ----------------------------------------------- | ------------------ |
| Simples feminino – Final                        | Serena Williams [1]                   | Garbiñe Muguruza [20]                           | 6–4, 6–4           |
| Duplas masculinas – Final                       | Jean-Julien Rojer [4] Horia Tecău [4] | Jamie Murray [13] John Peers [13]               | 7–6(7–5), 6–4, 6–4 |
| Duplas femininas – Final                        | Martina Hingis [1] Sania Mirza [1]    | Ekaterina Makarova [2] Elena Vesnina [2]        | 5–7, 7–64, 7–5     |
| Quadra Nº 1                                     |                                       |                                                 |                    |
| Evento                                          | Vencedor(a)/(es/as)                   | Derrotado(a)/(os/as)                            | Resultado          |
| Simples feminino juvenil – Final                | Sofya Zhuk                            | Anna Blinkova [12]                              | 7–5, 6–4           |
| Duplas masculinas seniores convidadas – Grupo B | Guy Forget Cédric Pioline             | Joakim Nyström Mikael Pernfors                  | 6–3, 6–3           |
| Duplas femininas juvenis – Semifinais           | Vera Lapko Tereza Mihalíková          | Anna Brogan [WC] Freya Christie [WC]            | 6–4, 7–5           |
| Duplas masculinas convidadas – Grupo B          | Goran Ivanišević Ivan Ljubičić        | Jonas Björkman Thomas Johansson                 | 6–1, 1–6, [10–7]   |
| Quadra Nº 3                                     |                                       |                                                 |                    |
| Evento                                          | Vencedor(a)/(es/as)                   | Derrotado(a)/(os/as)                            | Resultado          |
| Duplas masculinas convidadas – Grupo A          | Wayne Ferreira Sébastien Grosjean     | Richard Krajicek Mark Petchey                   | 6–3, 6–4           |
| Duplas masculinas juvenis – Semifinais          | Lý Hoàng Nam [8] Sumit Nagal [8]      | Miomir Kecmanović [5] Casper Ruud [5]           | 7–65, 3–6, [10–12] |
| Duplas femininas juvenis – Semifinais           | Dalma Gálfi [3] Fanny Stollár [3]     | Miriam Kolodziejová [1] Markéta Vondroušová [1] | 7–62, 6–4          |

## Dia 13 (12 de julho)
- Cabeças de chave eliminados:
  - Simples masculino:  Roger Federer [2]
  - Duplas mistas:  Alexander Peya /  Tímea Babos [5]

Ordem dos jogos:
| Quadra Central                                | Quadra Central                      | Quadra Central                        | Quadra Central        |
| Evento                                        | Vencedor(a)/(es/as)                 | Derrotado(a)/(os/as)                  | Resultado             |
| --------------------------------------------- | ----------------------------------- | ------------------------------------- | --------------------- |
| Simples masculino – Final                     | Novak Djokovic [1]                  | Roger Federer [2]                     | 7–61, 106–7, 6–4, 6–3 |
| Duplas mistas – Final                         | Martina Hingis [7] Leander Paes [7] | Tímea Babos [5] Alexander Peya [5]    | 6–1, 6–1              |
| Duplas femininas convidadas – Final           | Magdalena Maleeva Rennae Stubbs     | Martina Navratilova Selima Sfar       | 3–6, 7–5, [10–8]      |
| Quadra Nº 1                                   |                                     |                                       |                       |
| Evento                                        | Vencedor(a)/(es/as)                 | Derrotado(a)/(os/as)                  | Resultado             |
| Simples masculino juvenil – Final             | Reilly Opelka                       | Mikael Ymer [12/WC]                   | 7–65, 6–4             |
| Duplas masculinas seniores convidadas – Final | Jacco Eltingh Paul Haarhuis         | Guy Forget Cédric Pioline             | 6–4, 6–4              |
| Duplas masculinas juvenis – Final             | Lý Hoàng Nam [8] Sumit Nagal [8]    | Reilly Opelka [4] Akira Santillan [4] | 7–64, 6–4             |
| Quadra Nº 3                                   |                                     |                                       |                       |
| Evento                                        | Vencedor(a)/(es/as)                 | Derrotado(a)/(os/as)                  | Resultado             |
| Duplas masculinas convidadas – Final          | Goran Ivanišević Ivan Ljubičić      | Wayne Ferreira Sébastien Grosjean     | 6–3, 1–6, [10–5]      |